# Craon (Mayenne)
Craon es una población y comuna francesa en el departamento de Mayenne, dentro de la región de Países del Loira.

## Demografía
| 4146 | 4482 | 4661 | 4829 | 4767 | 4659 |
| Para los censos de 1962 a 1999 la población legal corresponde a la población sin duplicidades (Fuente: INSEE [Consultar]) |      |      |      |      |      |